# Milan Fretin
Milan Fretin (* 19. března 2001) je belgický profesionální silniční cyklista jezdící za UCI WorldTeam Cofidis.

## Hlavní výsledky

### Silniční cyklistika
2018
9. místo Paříž–Roubaix Juniors
9. místo E3 Harelbeke Junioren
2019
2. místo Johan Museeuw Classic
3. místo Nokere Koerse Juniores
9. místo Trofee van Vlaanderen
2021
2. místo Omloop Het Nieuwsblad Beloften
2. místo Mémorial Bjorg Lambrecht
Okolo jižních Čech
6. místo celkově
2022
3. místo Sluitingprijs Putte-Kapellen
10. místo Münsterland Giro
2023
6. místo Grote Prijs Marcel Kint
9. místo Ronde van Limburg
10. místo Dorpenomloop Rucphen
10. místo Gooikse Pijl
2024
4. místo Surf Coast Classic
6. místo Clásica de Almería

### Dráhová cyklistika
2018
Mistrovství Evropy juniorů
 vítěz eliminačního závodu
Národní juniorský šampionát
 vítěz keirinu
 vítěz madisonu (s Arnem Waeyaertem)